# Жанна д’Арк, целующая меч освобождения
«Жанна д’Арк, целующая меч освобождения» — картина английского художника-прерафаэлита Данте Габриэля Россетти, созданная в 1863 году. С 1996 года находится в собрании Страсбургского музея современного искусства.

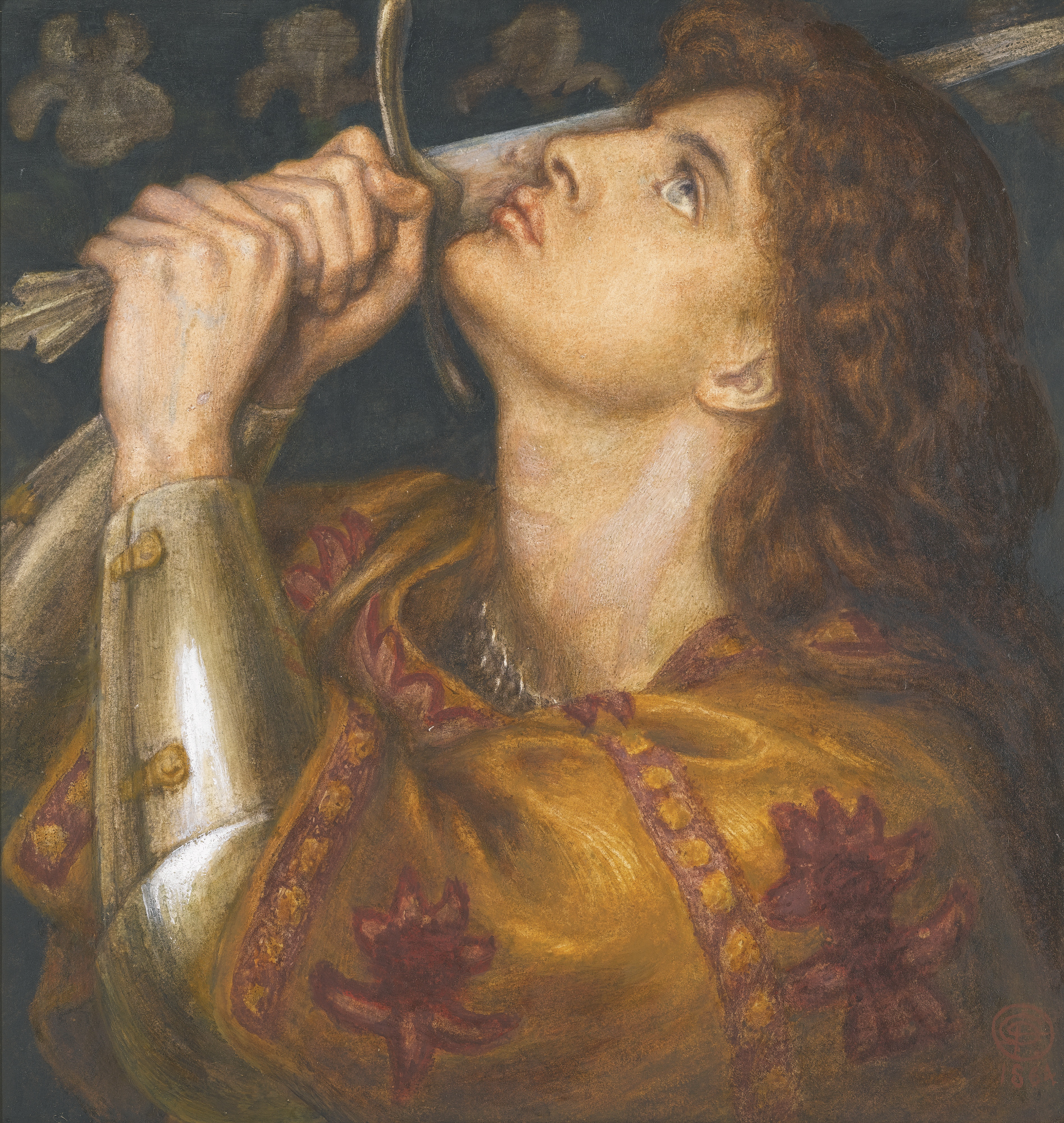
Акварель 1864 года

В 1862 году Россетти получил заказ на картину от адвоката Джеймса Андерсона Роуза. В качестве натурщицы художник хотел выбрать женщину с мужественной внешностью, в итоге ей стала немка по фамилии Бейер, однако в некоторых источниках указывается Агнес Манетти. Художник остался доволен произведением. Сюжет картины оказался достаточно популярным, и у Россетти заказали несколько копий. Среди них была акварель 1864 года, заказанная Эллен Хитон. Сам Россетти в своём письме к заказчице говорил, что акварель по мастерству исполнения и колористике превзошла оригинальную картину, однако его мнение не совпало с другими, так брат художника, критик Уильям Майкл Россетти считал, что оригинал остался непревзойдённым. В его пользу часто сравнивали и позднюю картину Россетти «Жанна д’Арк», завершённую незадолго до смерти художника.
Картина сменила нескольких владельцев. С 1996 года она находится в собрании Страсбургского музея современного искусства. Картина участвовала в нескольких выставках в Великобритании, Франции и США.